# ベトナム人の姓の一覧
ベトナム人の姓の一覧を示す。

## 単姓

### 14大姓
- 阮（Nguyễn、げん、グエン）
- 陳（Trần、ちん、チャン）
- 黎（Lê、れい、レ）
- 范（Phạm、はん、ファム）

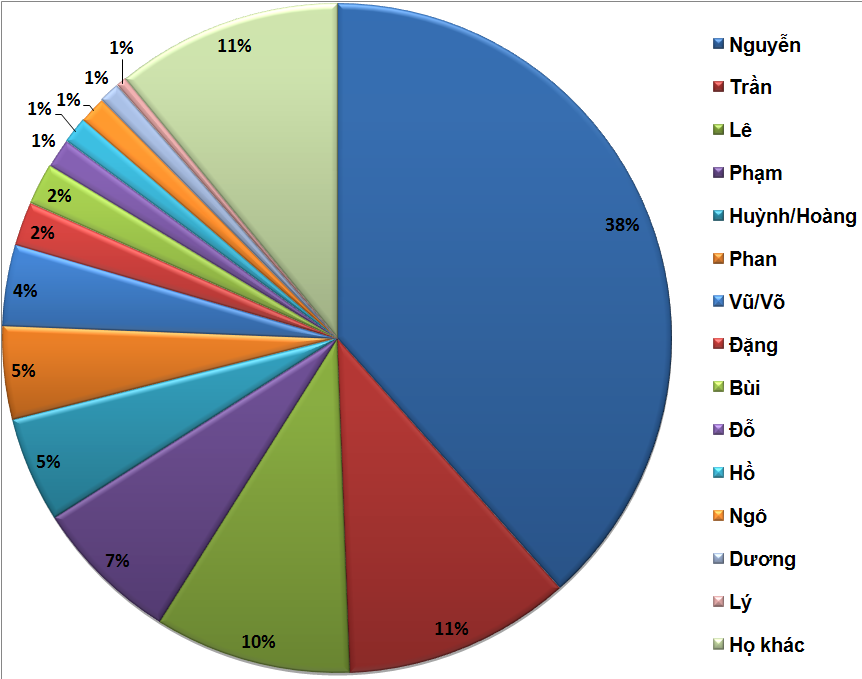
上位14位の姓で人口の約90％を占める

- 黄（Hoàng/Huỳnh、こう、ホアン/フイン）
- 潘（Phan、はん、ファン）
- 武（Vũ/Võ、ぶ、ヴー/ヴォー）
- 鄧（Đặng、とう、ダン）
- 裴（Bùi、はい、ブイ）
- 杜（Đỗ、と、ドー）
- 胡（Hồ、こ、ホー）
- 呉（Ngô、ご、ゴー）
- 楊（Dương、よう、ズオン）
- 李（Lý、り、リー）

### その他の姓
（チュ・クオック・グー（ラテン文字）だけではなくベトナム語の発音も通り）
- 安（An、あん、アン／アーン）
- 殷（Ân、いん、アン）
- 白（Bạch、はく、バック／バイック）
- 龐（Bàng、ほう、バン／バーン）
- 彭（Bành、ほう、バイン）
- 蓋（Cái、がい、カイ／カーイ）
- 甘（Cam、かん、カム／カーム）
- 高（Cao、こう、カオ）
- 葛（Cát、かつ、カット／カート）
- 吉（Cát、きつ、カット／カート）
- 琴（Cầm、きん、カム）
- 周（Châu/Chu、しゅう、チャウ／チョウ/チュー）
- 制（Chế、せい、チェー）
- 朱（Chu/Châu、しゅ、チュー/チャウ／チョウ）
- 鍾（Chung、しょう、チュン）
- 章（Chương、しょう、チュオン）
- 褚（Chử、ちょ、チュー）
- 古（Cổ、こ、コー）
- 瞿（Cù、く、クー）
- 龔（Cung、きょう、クン）
- 閻（Diêm、えん、ジエム）
- 葉（Diệp、よう、ジエプ）
- 尹（Doãn、いん、ゾアン／ゾワン）
- 余（Dư、よ、ズー）
- 譚/覃/談（Đàm、たん、ダム）
- 単（Đan/Đơn、せん、ダン／ダーン/ドン）
- 陶（Đào、とう、ダオ）
- 田（Điền、でん、ディエン）
- 丁（Đinh、てい、ディン）
- 段（Đoàn、だん、ドアン／ドワン）
- 同/童（Đồng、どう、ドン）
- 董（Đổng、とう、ドン）
- 戴（Đới/Đái、たい、ドイ／ダイ）
- 唐（Đường、とう、ドゥオン）
- 賈（Giả、か、ザー／ジャー）
- 江（Giang、こう、ザン／ジャン）
- 交（Giao、こう、ザオ／ジャオ）
- 何（Hà、か、ハー）
- 夏（Hạ、か、ハ）
- 賀（Hạ、が、ハ）
- 韓（Hàn、かん、ハン／ハーン）
- 邢（Hình、けい、ヒン）
- 華（Hoa、か、ホア）
- 洪（Hồng、こう、ホン）
- 熊（Hùng、ゆう、フン）
- 許（Hứa、きょ、フア）
- 向（Hướng、こう、フオン）
- 柯（Kha、か、カー）
- 康（Khang、こう、カン／カーン）
- 丘/邱（Khâu/Khưu、きゅう、カウ／コウ／クー／キュー）
- 孔（Khổng、こう、コン）
- 区（Khu/Âu、く/おう、クー／アウ）
- 屈（Khuất、くつ、クアット）
- 曲（Khúc、きょく、クック）
- 姜（Khương、きょう、クオン）
- 矯（Kiều、きょう、キエウ）
- 金（Kim、きん、キム）
- 羅（La/Lò、ら、ラー／ロー）
- 頼（Lại、らい、ライ）
- 林（Lâm、りん、ラム）
- 柳（Liễu、りゅう、リエウ）
- 陸（Lục、りく、ルック）
- 盧（Lư/Lô/Lò、ろ、ルー／ロー）
- 呂（Lữ/Lã、りょ、ルー／ラー）
- 梁（Lương、りょう、ルオン）
- 劉（Lưu、りゅう、ルー／リュー）
- 馬（Mã、ば、マー）
- 莫（Mạc、ばく、マック／マーク）
- 梅（Mai、ばい、マイ／マーイ）
- 閔（Mẫn、びん、マン）
- 厳（Nghiêm、げん、ギエム）
- 魏（Ngụy、ぎ、グイ／グウィー）
- 任（Nhâm/Nhậm/Nhiệm、にん、ニャム／ニエム）
- 寧（Ninh、ねい、ニン）
- 農/儂（Nông/Nùng、のう、ノン／ヌン）
- 翁（Ông、おう、オン）
- 費（Phí、ひ、フィー）
- 傅（Phó、ふ、フォー）
- 馮（Phùng、ふう、フン）
- 方（Phương、ほう、フオン）
- 郭（Quách、かく、クアック／クワイック）
- 管（Quản、かん、クアン／クワン／コアン）
- 桂（Quế、けい、クエ）
- 岑（Sầm、しん、サム）
- 史（Sử、し、スー）
- 謝（Tạ、しゃ、タ）
- 曹（Tào、そう、タオ／ターオ）
- 曽（Tăng/Tằng、そ、タン）
- 石（Thạch、せき、タック／タイック）
- 蔡（Thái、さい、タイ／ターイ）
- 湯（Thang、とう、タン／ターン）
- 沈（Thẩm、しん、タム）
- 申（Thân、しん、タン）
- 施（Thi、し、ティー）
- 韶（Thiều、しょう、ティエウ）
- 邵（Thiệu、しょう、ティエウ）
- 崔（Thôi、さい、トイ）
- 薛（Tiết、せつ、ティエット）
- 蕭（Tiêu、しょう、ティエウ）
- 蘇（Tô、そ、トー）
- 孫（Tôn、そん、トン／トーン）
- 宋（Tống、そう、トン）
- 卓（Trác、たく、チャック／チャク）
- 荘（Trang、そう、チャン／チャーン）
- 趙（Triệu、ちょう、チエウ）
- 程（Trình、てい、チン）
- 鄭（Trịnh、てい、チン）
- 徵（Trưng、ちょう、チュン）
- 張（Trương、ちょう、チュオン）
- 徐（Từ、じょ、トゥー）
- 蔣（Tưởng、しょう、トゥオン）
- 汪（Uông、おう、ウオン）
- 文（Văn、ぶん、ヴァン／バン）
- 韋（Vi、い、ヴィー／ビー）
- 袁（Viên、えん、ヴィエン）
- 王（Vương、おう、ヴオン）

## 複姓
- 欧陽（Âu Dương、おうよう、アウ・ズオン／オウ・ズオン）
- 諸葛（Gia Cát/Chư Cát、しょかつ、ザー・カット／ジャー・カット／チュー・カット）
- 皇甫（Hoàng Phủ、こうほ、ホアン・フー）
- 尊女（Tôn Nữ、そんじょ、トン・ヌー）
- 尊室（Tôn Thất、そんしつ、トン・タット）